# Санкт-Георген-об-Юденбург
Санкт-Георген-об-Юденбург (нім. Sankt Georgen ob Judenburg) — громада  (нім. Gemeinde)  в Австрії, у федеральній землі  Нижня Австрія.
Входить до складу округу Мурталь. Населення становить 848 осіб (станом на 31 грудня 2014 року). Займає площу 44 км².